# Голова насекомого

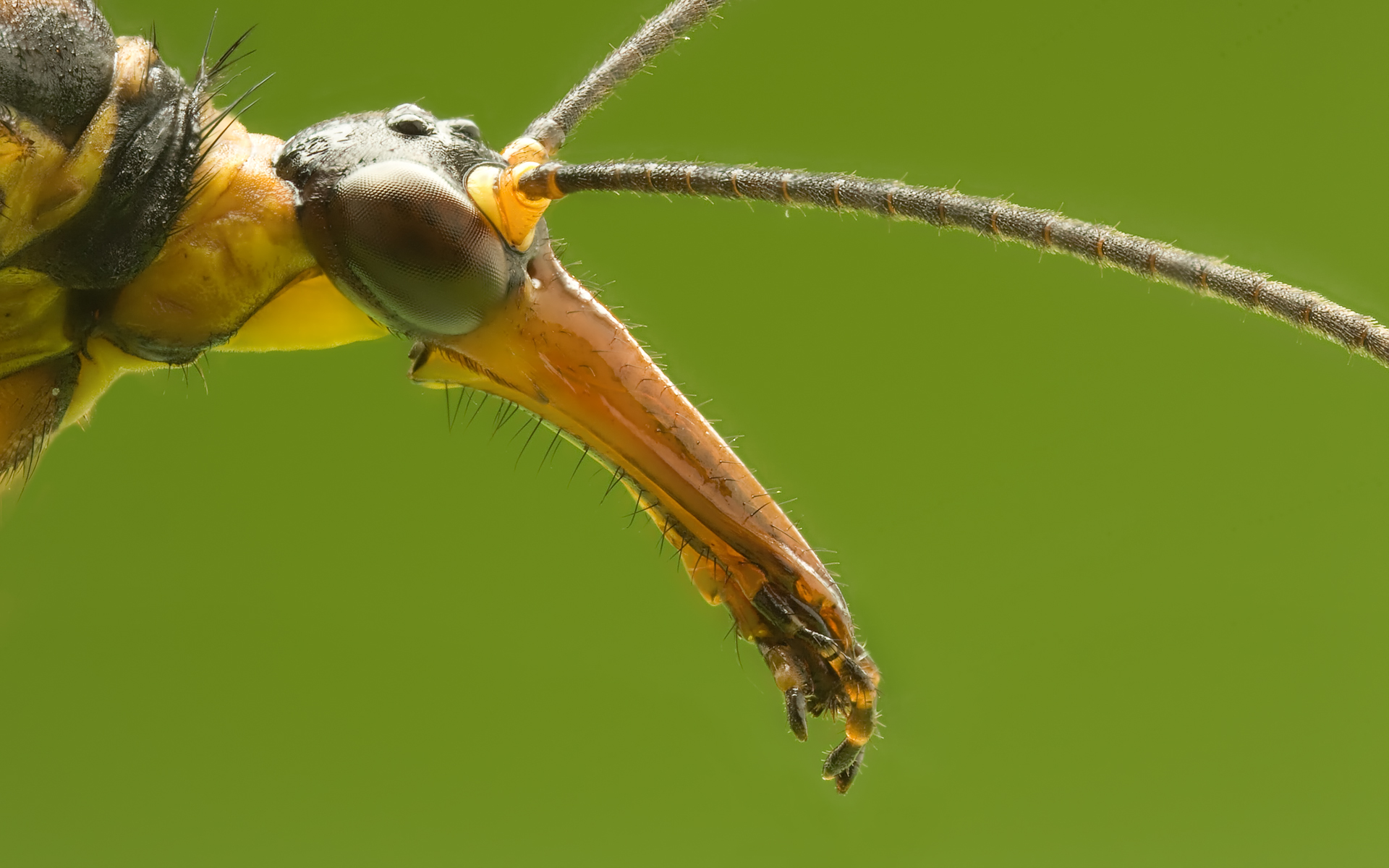
Голова и переднегрудь скорпионницы Panorpa communis.

Различные типы ротового аппарата насекомых: А — грызущий, В — лижуще-грызущий, С — сосущий. a — усики; c — сложный глаз; lb — лябиум; lr — лабрум; md — мандибулы; mx — максилла

Голова (лат. cephalon) — передний отдел тела насекомого, который образован акроном и первыми пятью или шестью сегментами тела, слившимися в ходе цефализации. На голове расположены многочисленные органы чувств, ротовое отверстие и элементы ротового аппарата. Внутри капсулы находится головной мозг.
Голова насекомых расположена перед грудью и, как правило, чётко от неё отграничена. Однако у ряда представителей (например, щитовок, червецов, самок веерокрылых) голова слита с грудью. У многих личинок двукрылых головная капсула редуцирована, так что ротовые придатки ввёрнуты в первый сегмент груди. На голове различают переднюю поверхность — лоб (frons), который сверху переходит в темя (vertex) и далее назад — в затылок (occiput). Спереди ото лба лежит хорошо обособленная пластинка — наличник (clypeus), далее вперёд (вниз) — верхняя губа (labrum), подвижный пластинчатый кожный выступ, прикрывающий сверху ротовые органы. На боках головы, под глазами, различают щёки (genae), сзади переходящие в виски (tempora), а снизу лежит горло (gula). С боков головы расположены фасеточные глаза (oculi), состоящие из множества зрительных единиц — омматидиев. Различают гипогнатическую голову (caput hypognathum) — с ротовыми органами, обращёнными вниз, подобно ногам (характерен для растительноядных насекомых), — и прогнатическую голову (caput prognathum) — с ротовыми органами, обращёнными вперёд (у хищных насекомых).
У насекомых различают несколько типов ротовых органов. Первичным  является грызущий, предназначенный для разрывания и поглощения относительно твёрдой пищи. Здесь выделяют 3 пары ротовых конечностей — нечленистые верхние челюсти, или мандибулы (mandibulae), членистые нижние челюсти, или максиллы (maxillae), и членистая, внешне непарная нижняя губа (labium), являющаяся второй парой нижних челюстей, слившихся между собой. В ходе эволюции возникло несколько разновидностей этого исходного типа. В одних случаях питание связано с проколом пищевого субстрата — колюще-сосущий ротовой аппарат (клопы, тли, цикады, комары и др.). Трубчато-сосущий тип развит у большинства бабочек, у которых приём пищи не сопровождается проколом. Грызуще-лижущий характерен для ос и пчёл, у которых он приспособлен к питанию жидкой пищей. Особую модификацию представляет мускоидный тип ротового аппарата, возникший у мух и приспособленный к потреблению как жидкой, так и твёрдой пищи. Другой путь развития исходного ротового аппарата наблюдается у скрыточелюстных, нижняя губа которых слилась с т. н. оральными складками, образовав парные челюстные карманы, в которые погружены мандибулы и максиллы. Существует также множество других типов, которые нередко представляют собой переходные формы между вышеописанными типами.
У открыточелюстных насекомых имеется тенториум (tentorium) — внутренний скелет головы.